# Сарби (Валча)
Сарби (рум. Sârbi) насеље је у Румунији у округу Валча у општини Шушани. Име сугерише (по преводу) да то је то место у којем живе "Срби". Oпштина се налази на надморској висини од 217 m.

## Становништво
Према подацима из 2002. године у насељу је живело 115 становника, од којих су сви румунске националности.